# Stamlijn Zutphen
De stamlijn Zutphen vormde een aantal industrieaansluitingen in het industriegebied De Mars van de Nederlandse stad Zutphen.
De aansluitingen zijn aangelegd, om het havengebied van Zutphen te bedienen. Het spoortracé langs de Havenstraat is reeds in 1878 in de planning opgenomen, als onderdeel van de ontwikkeling van de Noorderhaven. In 1925 en 1926 werden de lijnen langs de Spoorweghaven aangelegd en in 1956 ten slotte die naar de Industriehaven.
Het gebruik van de spoorlijn kwam in verval, doordat eind jaren 60 van de twintigste eeuw de Spoorweghaven en de Noorderhaven werden gedempt en het goederenvervoer steeds meer over de weg plaatsvond. In 1977 en 1978 werd een groot deel van de Industriehaven gedempt, waardoor ook daar de spoorlijn zijn functie verloor.

## Restanten
Er is slechts een enkel restant over van de stamlijn (Litauense straat 40), hier en daar is de loop nog zichtbaar tussen de bebouwing, net zoals er nog enkele kademuren van gedempte havens zichtbaar zijn. In 2007 waren de meeste sporen al opgebroken en in het kader van stadsvernieuwing is in 2009 besloten, dat het deel tussen het station en de Noorderhaven gesaneerd ging worden. Na de realisatie van dit plan, is in de bebouwing de voormalige loop van de spoorlijn niet meer zichtbaar.